# Башта Троянди
Башта Троянди (англ. Rose Tower) — готель, розташований в Дубаї, ОАЕ. Спочатку планувалось будівництво 380-метрового хмарочосу, однак після його висоту було зменшено до 333 метрів, 72 поверхів. Будівництво було розпочато в 2004 році і завершено в 2007. На момент побудови Башта Троянди був найвищим готелем у світі, навіть вище готелю Бурдж аль-Араб, висота котрого становить 321 метр і котрий теж розташований в Дубаї. Наразі є третім за висотою готелем у світі.